# Phoraspis pantherina
Phoraspis pantherina är en kackerlacksart som beskrevs av Blanchard 1837. Phoraspis pantherina ingår i släktet Phoraspis och familjen jättekackerlackor. Inga underarter finns listade i Catalogue of Life.